# Suavodrillia
Suavodrillia là một chi ốc biển, là động vật thân mềm chân bụng sống ở biển trong họ Borsoniidae.

## Các loài
Các loài thuộc chi Suavodrillia bao gồm:
- Suavodrillia declivis (Martens, 1880)[2]
- Suavodrillia kennicotti (Dall, 1871)[3]
- Suavodrillia tanneri (Verrill & Smith, 1884)[4]: đồng nghĩa của Drilliola pruina
- Suavodrillia textilia Dall, 1927[5]